# Dizionari della lingua italiana
I dizionari della lingua italiana descrivono il lessico italiano effettivamente in uso e una parte del lessico storico della lingua.

## Dizionari dell'uso
Dal punto di vista editoriale i dizionari dell'uso sono spesso presentati in volumi singoli di grosso formato per uso scolastico.
Si segnalano i più autorevoli in ordine di prima edizione:
- Nicola Zingarelli, Vocabolario della lingua italiana, Milano, Bietti & Reggiani, 1917-1940; poi Bologna, Zanichelli, 1941-2021. 12ª edizione nel 1993, con 145.000 voci[1]. Aggiornato annualmente, l'edizione 2022 è pubblicata nel 2021[2].
- Fernando Palazzi, Novissimo dizionario della lingua italiana. Etimologico, fraseologico, grammaticale, ideologico, nomenclatore e dei sinonimi, Milano, Ceschina, 1939-1973; poi riveduto e aggiornato a cura di Gianfranco Folena, Milano, Fabbri, 1974-1986; a cura di G. Folena, Torino, Loescher, 1986; a cura di G. Folena, con la collaborazione di Carla Marello, Diego Marconi e Michele A. Cortelazzo, Torino, Loescher, 1992, ISBN 978-88-201-3300-9.
- Aldo Gabrielli (a cura di), Dizionario illustrato in 6 volumi, Milano, A. Mondadori, 1962; poi Grande dizionario illustrato della lingua italiana, a cura di Grazia Gabrielli, 2 voll., Milano, A. Mondadori, 1989; poi Dizionario della lingua italiana, Milano, C. Signorelli, 1993; poi Grande dizionario Hoepli italiano, a cura di Massimo Pivetti e Grazia Gabrielli, Milano, Hoepli, 2008, II ed., Hoepli, 2015, disponibile anche on line[3] [Giunto a oltre 500 000 voci[4][5]]; col titolo Grande Dizionario Italiano, IV ed., Hoepli, 2020.
- Dizionario Garzanti della lingua italiana, realizzato dalla redazione lessicografica Garzanti diretta da Giorgio Cusatelli, Milano, Garzanti, 1963-1986; poi Il grande dizionario Garzanti della lingua italiana, a cura delle redazioni Garzanti sotto la direzione di Lucio Felici, Milano, Garzanti, 1987-1997; poi Grande dizionario della lingua italiana e moderna, Milano, Garzanti, 1998-2000; poi Garzanti italiano, Milano, Garzanti linguistica, 2002-2014. [Giunto a 250 000 parole[6]]
- Giacomo Devoto e Gian Carlo Oli, Vocabolario illustrato della lingua italiana, Milano, Selezione dal Reader's digest, 1967-1992; poi Firenze, Le Monnier, 1993-2020. [Giunto a oltre 100 000 voci[7]]
- Emidio De Felice e Aldo Duro, Dizionario della lingua e della civiltà italiana contemporanea, Palermo, Palumbo, 1974-1985, poi Vocabolario italiano, Torino-Palermo, Società Editrice Internazionale-Palumbo, 1993.
- Aldo Duro, Vocabolario della lingua italiana, Roma, Istituto della Enciclopedia Italiana, 1986-1994; poi Il vocabolario Treccani, Roma, Istituto della enciclopedia italiana, 1997-2015. [Giunto a 150 000 lemmi[8]]
- Francesco Sabatini e Vittorio Coletti, DISC. Dizionario italiano Sabatini Coletti, Firenze, Giunti, 1997-1999; poi Il Sabatini Coletti. Dizionario della lingua italiana, Milano, Rizzoli-Larousse, 2003-2007; poi Sansoni, Milano, 2007-2008. [nell'edizione 2008 contava 154.000 lemmi e accezioni[9]]; Nuova ed. aggiornata e aumentata, con la collaborazione di Manuela Manfredini, Milano, Hoepli, 2024, ISBN 978-88-360-1688-4, pp. XX-3080. [consta di 115.635 lemmi e varianti, con 156.544 accezioni, 90.000 esempi, 41.000 locuzioni e sinonimi]
- Tullio De Mauro, Grande dizionario italiano dell'uso (GRADIT), 8 voll., Torino, UTET, 1999-2007. [Oltre 260 000 lemmi.[10]]
- Tullio De Mauro, Il dizionario della lingua italiana (DM), Torino, Paravia, 2000. [Versione ridotta del GRADIT con oltre 160 000 lemmi, dal 27 ottobre 2014 disponibile solo on line su  dizionario.internazionale.it. ]
- Dizionario italiano. Dizionario della lingua italiana, Maxi, Milano, Vallardi, giugno 2017, ISBN 978-88-6987-369-0. [Giunto a oltre 280 000 voci. Versioni ridotte a cura di Laura Craici[11]]

## Dizionari storici
I dizionari storici descrivono il lessico dell'italiano includendo anche le parole uscite dall'uso. Il rappresentante principale di questa categoria è il Grande dizionario della lingua italiana impostato a cura di Salvatore Battaglia e noto in sigla come GDLI. Questo dizionario, completato da Giorgio Bàrberi Squarotti dopo la morte di Battaglia, alla fine di ogni voce include l'etimologia. Un prototipo di edizione digitale, che comprende il testo completo dei volumi in versione "sperimentale", è stato messo in linea in collaborazione con l'Accademia della Crusca.
Un ampio vocabolario storico dell'italiano è stato progettato dall'Istituto Opera del Vocabolario Italiano (OVI) del Consiglio Nazionale delle Ricerche. Di questo progetto è in avanzata realizzazione la prima parte: il Tesoro della lingua italiana delle origini (TLIO), che consiste nella schedatura completa dei testi in volgare italiano scritti prima del 1375. Le voci già completate del TLIO vengono messe in linea nel corso del lavoro . Al 4 agosto 2015 la home page del sito dichiarava consultabili 30.602 voci
, mentre il numero di voci totale previsto per il progetto è tra le 50.000 e le 60.000.

## Dizionari dei sinonimi e dei contrari
In questo settore si segnalano:
- Giuseppe Pittàno, Sinonimi e contrari. Dizionario fraseologico delle parole equivalenti, analoghe e contrarie, Bologna, Zanichelli, 1987; 1997; 2006; 2013.
- Il Dizionario Garzanti dei sinonimi e dei contrari. Con generici, specifici, analoghi, inversi e 207 inserti di sinonimia ragionata, diretto da Pasquale Stoppelli, Milano, Garzanti, 1991.
- Il vocabolario Treccani. Sinonimi e contrari, diretto da Raffaele Simone, Roma, Istituto della Enciclopedia Italiana, 2003.
- Il Grande dizionario italiano dei sinonimi e dei contrari, progettato e diretto da Tullio De Mauro, con un'appendice di olonimi e meronimi, 2 voll., con CD-ROM, Torino, UTET, 2010.
- Maurizio Trifone, Il Devoto-Oli dei sinonimi e contrari. Con analoghi, generici, specifici, inversi e gradazioni semantiche, Milano, Le Monnier, 2013.

Continua a essere usato come riferimento anche Niccolò Tommaseo, Nuovo dizionario de' sinonimi della lingua italiana, 1830-1884.

## Dizionari etimologici
Il più completo dizionario etimologico dell'italiano è tuttora il monumentale Dizionario etimologico italiano (in sigla DEI), di Carlo Battisti e Giovanni Alessio pubblicato in cinque tomi tra il 1950 e il 1957 dalla casa editrice Barbera di Firenze; esso considera anche ampie fasce di lessico regionale e dialettale.
Più aggiornato, ma meno ricco di voci, e interamente incentrato sulla lingua nazionale è il Dizionario etimologico della lingua italiana (in sigla DELI, originariamente in cinque tomi, in seguito in volume unico) di Manlio Cortelazzo e Paolo Zolli, edito da Zanichelli a Bologna dal 1979 al 1988. Quest'opera è stata condensata nel monovolume L'etimologico minore, Bologna, Zanichelli, 2004.
Un altro dizionario etimologico monovolume è Avviamento alla etimologia italiana di Giacomo Devoto, 501 pp., edito da Le Monnier a Firenze (1ª ed. 1966, 2ª ed. 1968, varie ristampe fino al 1983). A fine volume sono presenti un Indice delle radici e temi indeuropei, un Indice dei temi mediterranei, un Indice dei temi onomatopeici e nove carte geografiche che illustrano l'evoluzione linguistica in Italia fin dall'epoca preromana.
Ha caratteristiche monumentali il Lessico Etimologico Italiano fondato e diretto nel 1979 dallo studioso svizzero Max Pfister; esso è giunto, nel 2014, al dodicesimo volume (lettere A, B e C); la redazione di Lecce ha completato interamente il XIX (lettera D, 2008-2013) e quella di Napoli ha quasi completato il primo volume dei Germanismi nell'italiano.
In rete è liberamente disponibile la  versione on line. del Vocabolario etimologico della lingua italiana di Ottorino Pianigiani (1907), in copia anastatica. Tuttavia questo vocabolario è ritenuto scientificamente superato e contiene numerose etimologie oggi rifiutate.
Tra i dizionari etimologici più recenti si segnalano il Dizionario etimologico Garzanti di Tullio De Mauro e Marco Mancini, pubblicato da Garzanti nel 2000, e L'etimologico. Vocabolario della lingua italiana di Alberto Nocentini con la collaborazione di Alessandro Parenti, edito da Le Monnier nel 2010.
Agile, economico ma un po' sommario è infine il Dizionario etimologico della lingua italiana di Tristano Bolelli, edito dalla TEA nel 1989 e 1994.

## Dizionari specializzati
I dizionari specializzati includono solo una sezione della lingua: per esempio il lessico della medicina o del giardinaggio. Pochi sono i dizionari specializzati che rispondono alle esigenze degli studiosi o dei ricercatori.

## Dizionari bilingui
Recentemente appaiono due dizionari miranti a colmare lacuna dei dizionari settoriali:
il primo è Al-Motargem, dizionario bilingue italiano-arabo di terminologia politica. Il dizionario mira a colmare la lacuna sentita nel settore dei dizionari specializzati, proponendo equivalenza terminologiche il più possibile precise nel complesso mondo del linguaggio politico e proponendosi come la prima opera del suo genere che sistematicamente raccoglie e traduce termini politici specializzati, indicando le varie accezioni semantiche e corredandoli come esempio d'uso.
Il secondo è La Guida, dizionario bilingue italiano-arabo di termini religiosi. Questo dizionario mira a eliminare le difficoltà affrontate dagli studiosi e dagli arabisti italiani che analizzano la situazione attuale nel mondo islamico o fanno una ricerca nella cultura islamica o di chi traduce testi religiosi, colmando la lacuna vivamente sentita nel settore dei dizionari specializzati, specialmente nel campo dei dizionari di termini religiosi in quanto è il primo dizionario specifico di termini religiosi italiano-arabo.